# ラジ関アフタヌーン
ラジ関アフタヌーン （パーソナリティー名）ですは、2006年4月3日より月曜日から木曜日13時から17時30分放送のラジオ関西のワイド番組である。
ラジオ関西は2006年度改編で、ワイド番組の全面的な見直しを図った。その一環としてスタートしたもので、月曜日と火曜日は立原啓裕、水曜日と木曜日は谷五郎がパーソナリティーを勤め、暮らしに役立つ情報、リスナー参加コーナーなどを交えて展開していく。なお、2007年10月から夕方16時30分から17時30分に新番組「ラジ関イブニング池田奈月です」（金曜日も放送）が始まるため、15:45までとなる。
2008年3月27日で放送が終了するが、3月31日以降は月・火曜日は『立原啓裕のからだにきくラジオ』、水・木曜日は『谷五郎のこころにきくラジオ』とそれぞれ独立したタイトルに改めてリニューアルする。
さらに、2009年4月よりは、『谷五郎のこころにきくラジオ』のみ月~木の帯番組となり、過去の『谷五郎のOH!ハッピーモーニング』の昼版として、現在に至っている。

## アシスタント
- 月曜日　山本量子
- 火曜日　さわともか
- 水曜日　中野涼子
- 木曜日　泉ゆうこ

## 曜日別コーナー
- 13:40 
  - 月曜－じじぃの一喝
  - 火曜－じじぃのすまなんだぁ
  - 水曜－五郎の耳からうろこ
  - 木曜－
- 14:05 
  - 月曜－ゲストコーナー
  - 火曜－ゲストコーナー
  - 水曜－五郎の取っておきブルーグラス
  - 木曜－
- 14:20 
  - 月曜－健康ウオッチング
  - 火曜－ハッピーガーデニング
  - 水曜－ええとこ！ためいけ
  - 木曜－エバラでいただきます
- 14:40 
  - 月曜－愛の劇場
  - 火曜－愛の劇場
  - 水曜－五郎の探検･発見･ほっとけん
  - 木曜－
- 17:02 こんにちは、こちら県民局です（木曜）

## レギュラーコーナー
- 15:20 神戸新聞夕刊早読み
- 16:55 姫路市からのお知らせ
- 17:09 ミュージックダイアリー
- 17:12 ワールドトピックス
- 17:12 イブニング!ひょうご

## 内包される番組(現在は前述の通り独立番組に戻っている)
- 15:45 トヨタ・ミュージック・ネットワーク（TBSラジオ製作裏送り番組。2009年3月に終了）
- 16:00 歌声は風に乗って（神姫バス提供の音楽番組）